# James Bradley (Fußballspieler)
James Edwin Bradley (* 5. Mai 1881 in Goldenhill; † 12. März 1954 in Blackpool) war ein englischer Fußballspieler. Der linke Außenläufer spielte für die beiden Erstligisten FC Stoke und FC Liverpool und gewann mit Liverpool in der Saison 1905/06 die englische Meisterschaft.

## Sportlicher Werdegang
Bradley wurde in dem kleinen Bergarbeiterort Goldenhill geboren und bei den dortigen Goldenhill Wanderers erlernte er das Fußballspielen bevorzugt auf der linken Position des linken Außenläufers. Der unweit seiner Heimat spielende Erstligist FC Stoke wurde schnell auf ihn aufmerksam und verpflichtete ihn im Februar 1898 noch vor seinem 17. Geburtstag. Bei seinem neuen Verein kam er zunächst in der Reservemannschaft zum Zug, war dann aber bereits in der Saison 1898/99 mit 26 Erstligaeinsätzen eine feste Größe bei den „Potters“ – sein Debüt hatte er am 3. September 1898 auswärts beim späteren Meister Aston Villa (1:3) gegeben und dort „hochkarätigen“ Gegnern wie John Devey und Charlie Athersmith gegenüber gestanden. Die Beförderung in die Profimannschaft lag primär an dem zum FC Liverpool abgewanderten Alex Raisbeck. Trotz der sehr jungen Läuferreihe, die neben Bradley noch Edward Parsons und Alf Wood beinhaltete, erreichte Stoke das Halbfinale im FA Cup, verlor dort aber mit 1:3 gegen Derby County. Als Parsons und Wood den Klub im Verlauf der Spielzeit 1900/01 verließen, war der immer noch junge Bradley mit seinen neuen Partnern Tom Holford und George Baddeley der nunmehr erfahrenste Akteur im Defensivverbund. Dass Stoke bis zu Bradleys Abgang im Jahr 1905 stets die Klasse hielt, konnte als Erfolg verbucht werden. In der Fachpresse wurde Bradleys Konstanz gewürdigt und als technisch begabter Spieler vollführte er gelegentlich Kunststücke mit dem Außenrist. Da der FC Stoke jedoch zumeist in der unteren Tabellenhälfte rangierte und dazu aufgrund von Stadionumbauten finanziell klamm war, beschloss der Verein mit Bradley einen seinen besten Spielern mit einem Transfer zu Geld zu machen. Der Plan war ein Verkauf an Plymouth Argyle, aber Bradley weigerte sich, in der Southern League zu spielen; stattdessen wechselte er für 420 Pfund zum FC Liverpool, der gerade aus der zweiten Liga aufgestiegen war und als Meister von 1901 größere Ambitionen pflegte.
Am 23. September 1905 debütierte Bradley für die „Reds“ gegen Birmingham. Gleich in seiner ersten Saison gewann er die englische Meisterschaft und steuerte dazu 32 Ligaeinsätze bei. In den folgenden vier Jahren blieb er eine Konstante im Liverpooler Spiel und verpasste gerade einmal 18 von insgesamt 152 Meisterschaftspartien. Eine Wiederholung des Ligatitels war ihm dabei zwar nicht vergönnt, aber die Vizemeisterschaft 1910 immerhin ein Achtungserfolg. In ungewöhnlicher Rolle als Torwart hatte er sich am 25. Dezember 1909 gegen die Bolton Wanderers wiedergefunden und den englischen Nationaltorhüter Sam Hardy beim 3:0-Sieg gut vertreten. In der Saison 1910/11 wackelte dann sein Stammplatz auf der linken defensiven Halbposition und so wechselte er im Sommer 1911 nun doch in die Southern League zum FC Reading.
Ebenfalls in der Southern Legue – dort aber nur in der zweithöchsten Klasse – spielte nunmehr sein finanziell klammer Ex-Klub aus Stoke. Dort heuerte er im Jahr 1913 zum zweiten Mal an und über den Gewinn der dortigen Meisterschaft 1915 gelang es Stoke, sich wieder erfolgreich für den Spielbetrieb der Football League zu bewerben – aufgrund des Ersten Weltkriegs kam es dazu jedoch erst vier Jahre später. Bradley hatte sich da bereits als aktiver Fußballer zurückgezogen. Unmittelbar danach arbeitete er für die Straßenverkehrsbehörde von Stoke-on-Trent und später auf Teilzeitbasis als Trainer der Reservemannschaft von Stoke. Sein restliches Leben verbrachte er in Blackpool, wo er im März 1954 im Alter von 72 Jahren verstarb. Neben ihm hatte auch sein jüngerer Bruder Martin Spuren als Profifußballer hinterlassen und vor dem Ersten Weltkrieg für Grimsby Town, Sheffield und die Bristol Rovers gespielt. Sein Neffe Jack war in den 1930ern und 1940ern ebenfalls bei Vereinen wie Swindon Town, Southampton und den Bolton Wanderers beschäftigt.

## Titel/Auszeichnungen
- Englischer Fußballmeister (1): 1906